# Estoa Sur (Olimpia)

Plano de Olimpia. La Estoa Sur estaba en el n.º 32.

La Estoa Sur se encontraba en las proximidades del Buleuterio, en la parte más meridional del conjunto edificado del santuario de Olimpia. Fue erigido posiblemente entre el año 365 a. C.
Se construyó a finales del periodo clásico, hacia 360-350 a. C., más o menos al mismo tiempo que el llamado Pórtico del Eco. El nombre dado al edificio es moderno, basado en su ubicación. Se ha sugerido que la estoa era el mismo edificio conocido como Proedría en Olimpia, mencionado por Pausanias, pero esto no es seguro. Se hallaba fuera del témenos propiamente dicho, o Altis. Por temor a los ataques de los hérulos, se construyó una muralla alrededor de la Estoa y del Templo de Zeus en 267 d. C.
Se hallaba en el punto final del camino que conducía a Olimpia desde Elis, dominando la vía procesional hasta el hipódromo. La componía 34 columnas dóricas con una especie de pequeño antepórtico en el centro con otras 6 columnas del mismo estilo. La parte norte del edificio hacia el Altis, estaba cerrada por un muro que en su parte interior llevaba adosada otra columnata de estilo corintio.
La totalidad del conjunto tenía una longitud de 80,56 m x 14,6 m,  el pequeño pórtico central unas dimensiones de 7 m de profundidad por 14 de frente, y 3 en los lados. Estaba rematado por un frontón. En el centro del extremo sur había un pórtico saliente, de unos 7 metros de ancho, con seis columnas en el frente y tres en los lados. Esto daba al edificio una forma ligeramente en T. En el interior de la estoa había 17 columnas corintias que dividían el edificio en dos tramos. La pared norte de la estoa consistía en un muro con una puerta en cada extremo que conducía al norte, al santuario. La estoa se construyó sobre un pedestal de mármol y con piedra caliza local, rica, entre otras cosas, en conchas.

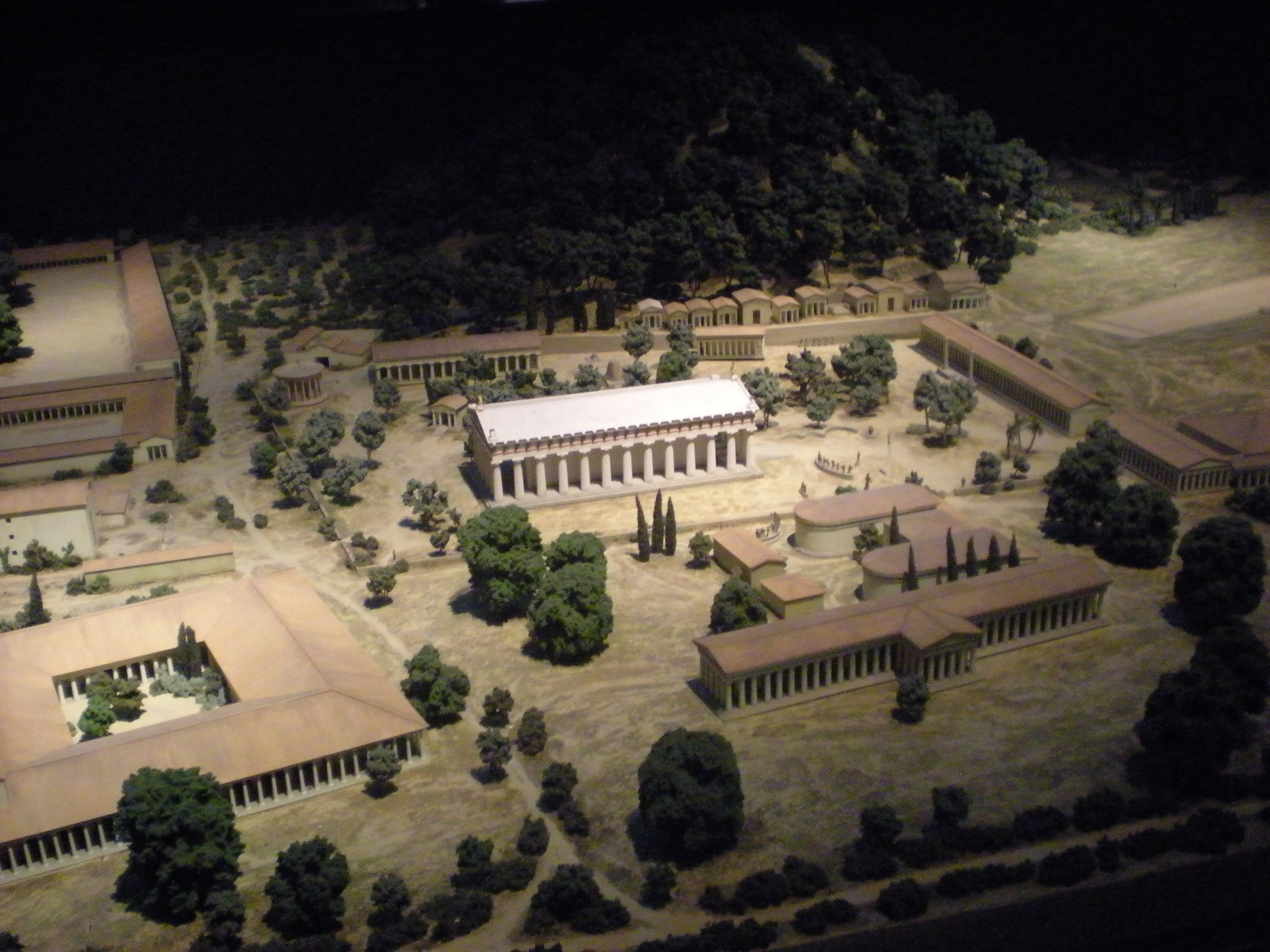
Maqueta del Santuario de Olimpia. En la parte inferior de la derecha está la Estoa Sur.